# Linaria supina
La linajola dei serpentini (nome scientifico Linaria supina (L.) Chaz., 1790) è una pianta appartenente alla famiglia delle Plantaginaceae.

## Etimologia
Il nome generico (Linaria) deriva da un nome latino per il lino (linone) e si riferisce alla somiglianza delle foglie di alcune specie di questo genere a quelle della specie Linum usitatissimum. L'epiteto specifico (supina) significa "prostrata, distesa".
Il nome scientifico della specie è stato definito inizialmente da Linneo (1707 – 1778), con la denominazione basionomica Antirrhinum supinum, perfezionato successivamente nella denominazione attuale dal botanico, agronomo, e orticultore Laurent de Chazelles (1724 - 1808) nella pubblicazione "Supplément au Dictionnaire des Jardiniers, qui comprend tous les genres et les espèces de plantes non détaillées dans le dictionnaire de Miller, avec leurs descriptions et l'indication de la manière de traiter un grand nombre de ces plantes - 2: 39." del 1790.

## Descrizione

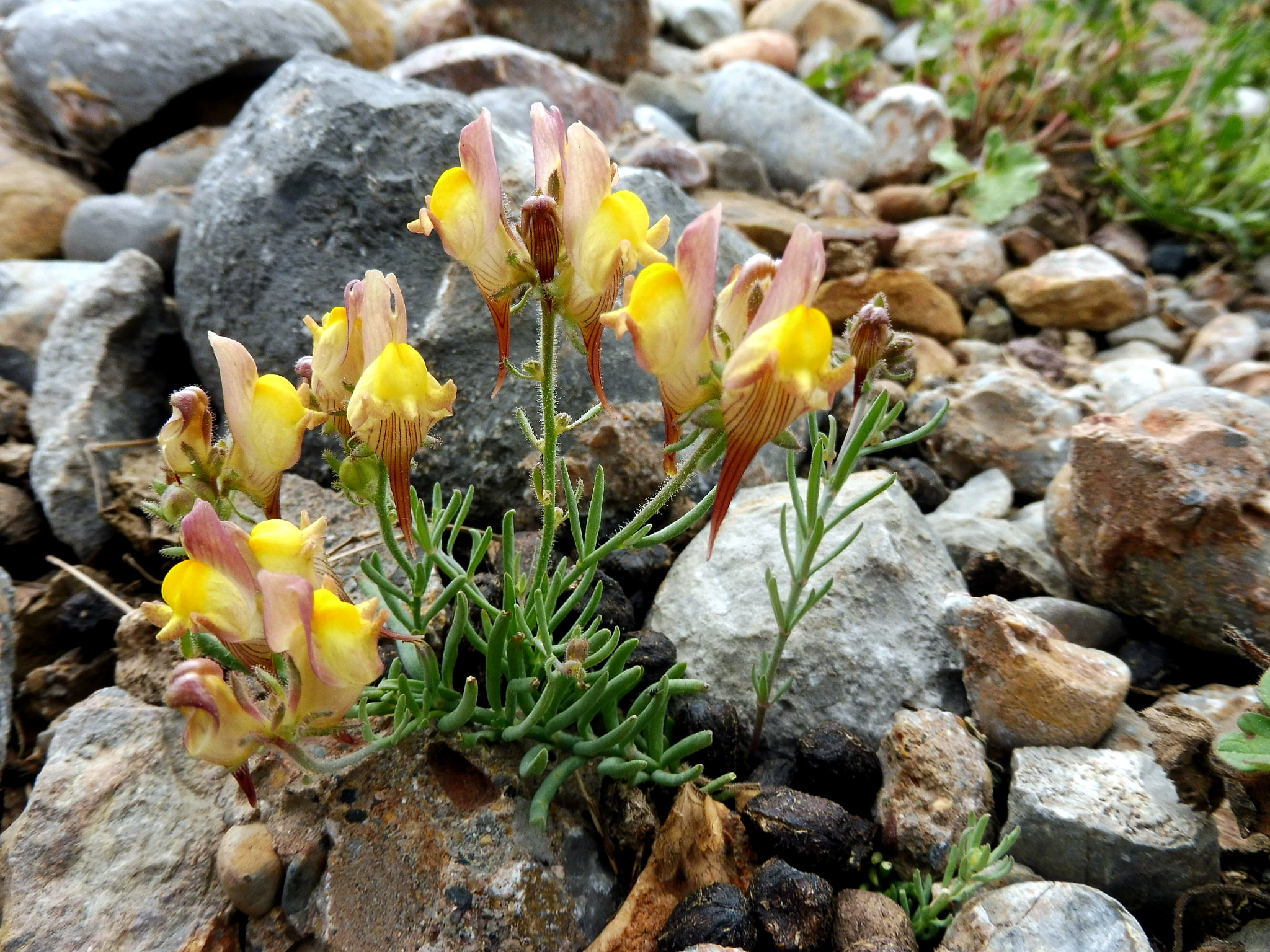
Il portamento

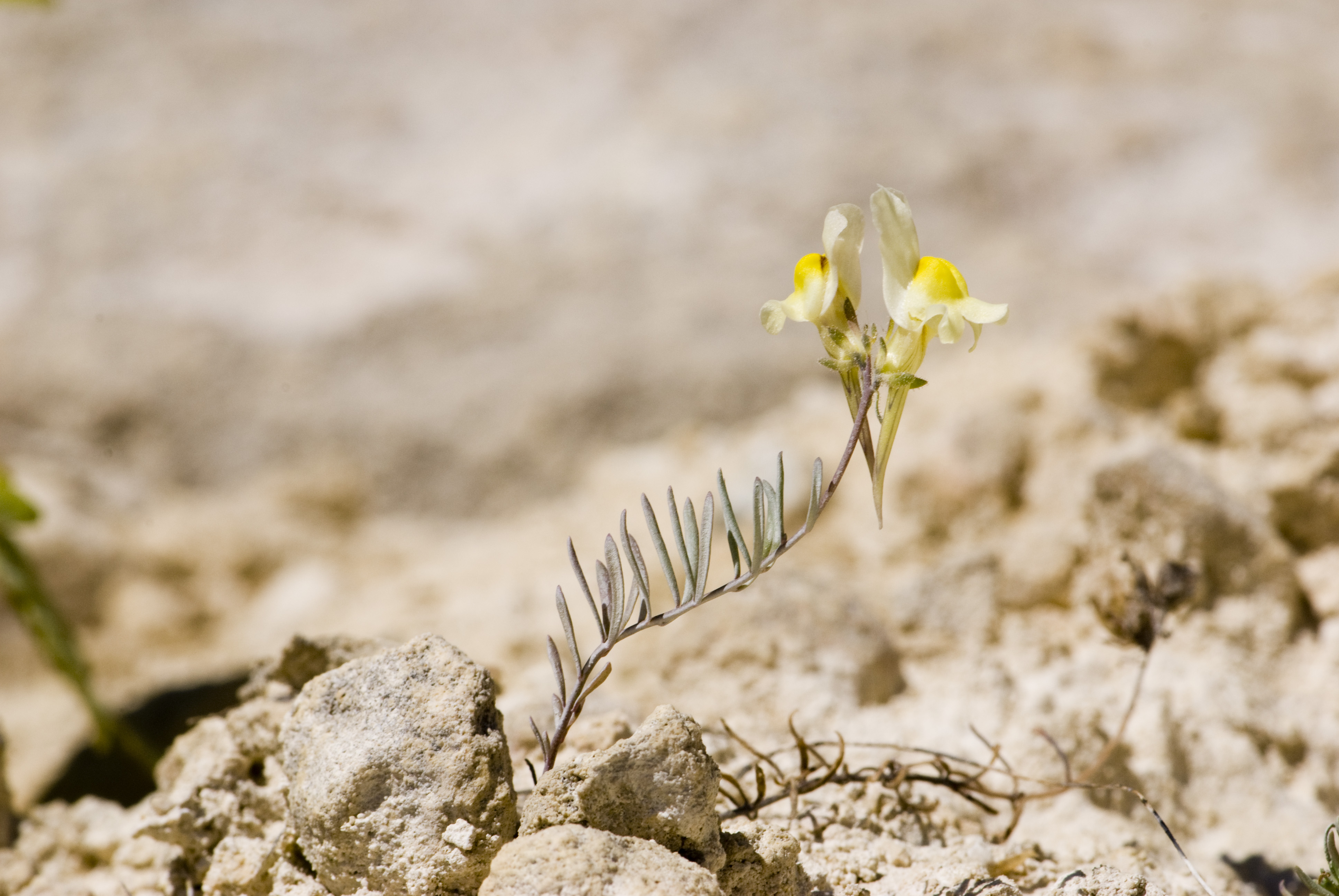
Le foglie

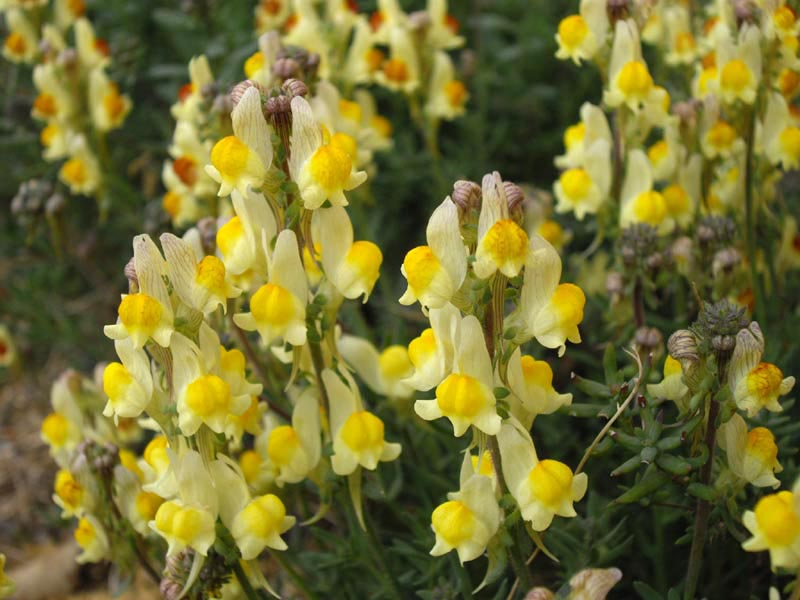
Infiorescenza

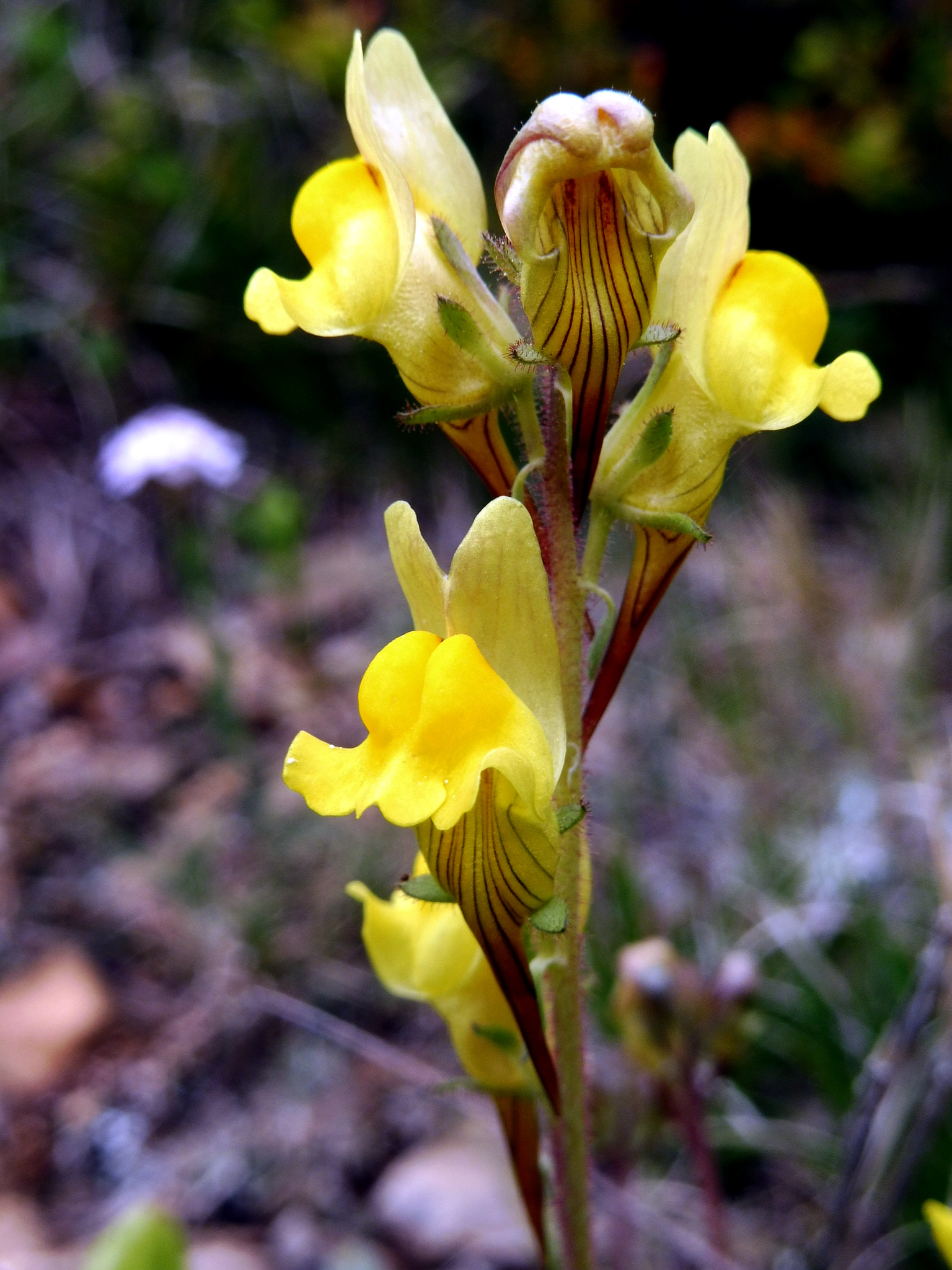
I fiori

Queste piante arrivano ad una altezza di 5 – 15 cm. La forma biologica è camefita suffruticosa (Ch suffr), sono piante perenni e legnose alla base, con gemme svernanti poste ad un'altezza dal suolo tra i 2 ed i 30 cm (le porzioni erbacee seccano annualmente e rimangono in vita soltanto le parti legnose). Per questa specie è individuata anche la forma biologica emicriptofita reptante (H rept), ossia in generale sono piante erbacee, a ciclo biologico perenne, con gemme svernanti al livello del suolo e protette dalla lettiera o dalla neve e mostrano un accrescimento aderente al suolo con carattere strisciante.

### Radici
Le radici sono fittonanti.

### Fusto
La parte aerea del fusto è prostrata e strisciante con rami ascendenti.

### Foglie
Le foglie lungo il fusto sono disposte in modo alterno o più generalmente sono unilaterali (a volte sono subverticillate). La lamina ha delle forme lineari-spatolate. Dimensione delle foglie: larghezza 1 mm; lunghezza 8 – 16 mm.

### Infiorescenza
Le infiorescenze sono formate da racemi lassi (i fiori sono spaziati). Gli assi fiorali sono peloso-ghiandolari. I fiori sono peduncolati. Nell'infiorescenza sono presente delle brattee fogliacee. Lunghezza del peduncolo: 3 – 5 mm.

### Fiore
- I fiori sono ermafroditi, zigomorfi e tetraciclici (ossia formati da 4 verticilli: calice– corolla – androceo – gineceo) e tetrameri (i verticilli del perianzio hanno 4 elementi). Dimensione del fiore: 15 – 20 mm.
- Formula fiorale:

X o * K (4-5), [C (4) o (2+3), A 2+2 o 2], G (2), capsula.
- Il calice, tuboloso-campanulato, più o meno attinomorfo e gamosepalo, è formato da cinque profonde lacinie subuguali. Dimensione del calice: 2 – 3 mm.
- La corolla, gamopetala e tubolare è del tipo bilabiato, ed è completamente chiusa da un rigonfiamento del labbro superiore (corolla personata). Inoltre uno sperone (o un sacco) leggermente curvo è presente all'altezza delle fauci della gola della corolla in posizione abassiale. In particolare il labbro posteriore (superiore) è eretto ed è formato da due petali con apici acuti, l'anteriore (inferiore) da tre petali riflessi. All'altezza della gola può essere presente una pubescenza bianco-giallastra. Il colore della corolla è giallo. Dimensione della corolla: 15 – 18 mm. Lunghezza dello sperone: 6 – 8 mm.
- L'androceo è formato da 4 stami didinami tutti fertili. I filamenti sono adnati alla base della corolla e sono inclusi o poco sporgenti. Le antere sono formate da due teche distinte e divaricate e formano una struttura simile ad un anello. La deiscenza è longitudinale attraverso due fessure. I granuli pollinici sono tricolpoporati. Il nettare si trova nello sperone e può essere raggiunto solamente dagli insetti che riescono a entrare nelle fauci chiuse dal rigonfiamento del labbro superiore.
- Il gineceo è bicarpellare (sincarpico - formato dall'unione di due carpelli connati). L'ovario è supero con placentazione assile e forma da ovoidi a subglobose. Gli ovuli per loculo sono numerosi, hanno un solo tegumento e sono tenuinucellati (con la nocella, stadio primordiale dell'ovulo, ridotta a poche cellule).[12] Lo stilo ha uno stigma capitato intero.
- Fioritura: da maggio a luglio (settembre).

### Frutti
Il frutto è una capsula subsferica. I semi, numerosi, hanno delle forme appiattite (sono dei discoidi con un'ala membranosa). Al momento della maturazione i semi fuoriescono da due fori (opercoli) che si aprono nella parte superiore del frutto (capsula porocida). I peduncoli dei frutti sono diritti e più o meno eretti. Dimensione della capsula: 5 mm.

## Riproduzione
- Impollinazione: l'impollinazione avviene tramite insetti (impollinazione entomogama) quali imenotteri, lepidotteri o ditteri o il vento (impollinazione anemogama).[13]
- Riproduzione: la fecondazione avviene fondamentalmente tramite l'impollinazione dei fiori (vedi sopra).
- Dispersione: i semi cadendo (dopo aver eventualmente percorso alcuni metri a causa del vento - dispersione anemocora) a terra sono dispersi soprattutto da insetti tipo formiche (disseminazione mirmecoria).

## Distribuzione e habitat

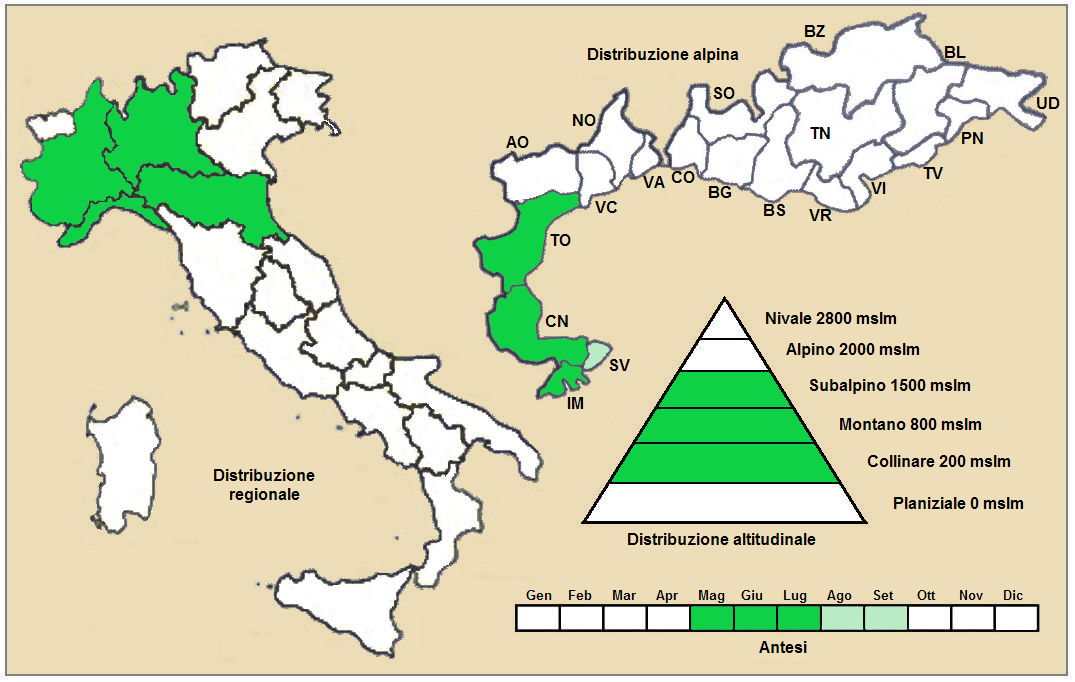
Distribuzione della pianta
(Distribuzione regionale – Distribuzione alpina)

- Geoelemento: il tipo corologico (area di origine) è Subatlantico ma anche Ovest- Europeo/Mediterraneo.
- Distribuzione: in Italia è una specie rara e si trova soprattutto nel nord-ovest. Nelle Alpi si trova nella provincia di Imperia, Cuneo e Torino. Fuori dall'Italia, sempre nelle Alpi, questa specie si trova in Francia (tutti i dipartimenti alpini). Sugli altri rilievi europei collegati alle Alpi si trova nel Massiccio Centrale e Pirenei.[11] È presente anche nel Magreb.[15]
- Habitat: l'habitat tipico per questa pianta sono le pietraie, le aree ruderali e i macereti (preferibilmente su serpentino). Il substrato preferito è calcareo ma anche calcareo/siliceo con pH basico, bassi valori nutrizionali del terreno che deve essere secco.[11]
- Distribuzione altitudinale: sui rilievi queste piante si possono trovare da 300 fino a 1.000 m s.l.m.; frequentano quindi i seguenti piani vegetazionali: collinare, montano e subalpino.

### Fitosociologia
Dal punto di vista fitosociologico alpino la specie di questa voce appartiene alla seguente comunità vegetale:
- Formazione: delle comunità delle fessure delle rupi e dei ghiaioni

- Classe: Thalaspietea rotundifolii

- Ordine: Stipetalia calamagrostis

## Tassonomia
La famiglia Plantaginaceae comprende 12 tribù, 105 generi e oltre 1 800 specie. Il genere della specie di questa voce appartiene alla tribù Antirrhineae e si compone di oltre 150 specie distribuite dal Nord America, Europa e Asia.
La specie Linaria supina fino a poco tempo fa era circoscritta nella famiglia Veronicaceae o Scrophulariaceae a seconda dei vari Autori. L'attuale posizione tassonomica è stata realizzata con i nuovi sistemi di classificazione filogenetica (classificazione APG).
Il basionimo per questa specie è: Antirrhinum supinum L., 1753.
Il numero cromosomico di L. supina è: 2n = 12.

### Filogenesi
Tradizionalmente le due dozzine di specie della flora spontanea italiana vengono suddivise in quattro sezioni (Cymbalaria, Elatinoides, Linariastrum e Chaenarrhinum). La specie di questa voce è inclusa nella sezione Linarisatrum caratterizzata da foglie sessili e con lamine penninervie, da fiori raccolti in nudi racemi terminali e da corolle con fauci completamente ostruite da un palato prominente.
Classificazioni più recenti assegnano la specie di questa voce alla sect. Supinae (Benth.) Wettst. (subsect. Supinae) caratterizzata da piante a ciclo riproduttivo annuale o perenne con stigma intero, semi lateralmente discoidi e provvisti di ali o coste marginali. Attualmente in base alle ultime ricerche di tipo filogenetico le specie del genere Linaria sono distribuite in 6 cladi. La specie L. supina si trova all'interno del sesto clade (denominato "F")  insieme al quinto clade (denominato "E"). Insieme questi due cladi formano un "gruppo fratello" e rappresentano il "core" del genere. Nel sesto clade in posizione "basale" si trova la sect. Diffusae (Benth.) Wettst. (entità parafiletica).

### Sottospecie
Per questa specie sono riconosciute le seguenti sottospecie:
- Linaria supina var. cardonica Font Quer, 1950
- Linaria supina subsp. depauperata (Lange) O. Bolòs & Vigo, 1983 - Distribuzione: Spagna

### Sinonimi
Questa entità ha avuto nel tempo diverse nomenclature. L'elenco seguente indica alcuni tra i sinonimi più frequenti:
- Antirrhinum bipunctatum Thuill.
- Antirrhinum dubium Vill.
- Antirrhinum glaucum Lepeyr.
- Antirrhinum pyrenaicum Ramond ex DC.
- Antirrhinum simplex Link
- Antirrhinum supinum L.
- Antirrhinum thuillieri (Mérat) Poir.

## Altre notizie
La Linaria sdraiata in altre lingue è chiamata nei seguenti modi:
- (DE)  Niederliegendes Leinkraut
- (FR)  Linaire couchée
- (EN)  Prostrate Toadflax